# Седертельє (хокейний клуб)
«Седертельє» СК (швед. Södertälje SK) — хокейний клуб з міста Седертельє, Швеція. 

## Досягнення
- Чемпіон Швеції (7) — 1925, 1931, 1941, 1944, 1953, 1956, 1985.

## Історія
Клуб заснований в 1902 році. Разом з хокеєм у клубі також розвивались футбол, хокей з м'ячем та фігурне катання. Хокейний клуб провів понад 74 сезони у вищій хокейній лізі, цей рекорд перевершив Юргорден в сезоні 2014/15. Клуб сім разів вигравав чемпіонат Швеції.
На початку 2000-х років «Седертельє» почав поступово втрачати позиції, в сезоні 2005/06 навіть вибув до Гокейаллсвенскан. У 2007 році команда знову повернулась до Елітсерії та провівши там три сезони (клуб жодного разу не потрапив до плей-оф) вибув до Гокейаллсвенскан. 
Відігравши чотири сезони в Гокейаллсвенскан клуб після сезону 2014/15 вибув до першого дивізіону. 

## Закріплені номери
- #2  Андерс Ельдебрінк
- #7  Гленн Юганссон
- #11  Стіг-Йоран Юганссон

## Відомі гравці
- Мартін Цібак
- Матс Валтін
- Юнас Геглунд
- Андерс Карлссон
- Ханнес Хювенен
- Оллі Йокінен
- Анже Копітар
- Мікаель Самуельсон
- Растіслав Станя
- Кайл Колдер
- Родріго Лавіньш
- Тіммі Петтерссон
- Любомір Секераш
- Їржі Шлегр
- Рональд Петтерссон
- Петер Попович
- Юнас Андерссон
- Юліан Якобсен